# Ennomos latelineata
Ennomos latelineata là một loài bướm đêm trong họ Geometridae.